# Jesper Kårehed
Jesper Kårehed (1971) es un botánico sueco, y destacado taxónomo que ha trabajado extensamente en el Grupo para la filogenia de las angiospermas. Es profesor en el Departamento de Botánica Sistemática, en el "Centro de Biología Evolutiva", de la Universidad de Upsala.

## Algunas publicaciones
- 2001. «Multiple origin of the tropical forest tree family Icacinaceae.» American Journal of Botany 88 (12): 2259-2274

### Libros
- 2002. Evolutionary studies in Asterids emphasising Euasterids II. Volumen 761 de Comprehensive summaries of Uppsala dissertations from the Faculty of Science and Technology. 50 pp. ISBN 915545436

- La abreviatura «Karehed o Kårehed» se emplea para indicar a Jesper Kårehed como autoridad en la descripción y clasificación científica de los vegetales.[2]